# Adrian-Ionuț Chesnoiu
Adrian-Ionuț Chesnoiu (ur. 12 maja 1982) – rumuński polityk, urzędnik i samorządowiec, deputowany, w latach 2021–2022 minister rolnictwa i rozwoju wsi.

## Życiorys
Absolwent szkoły średniej w Ploeszti (2001). W 2005 ukończył prawo w Akademii Policyjnej „Alexandru Ioan Cuza” w Bukareszcie. Na tej samej uczelni uzyskiwał magisterium w zakresie prowadzenia dochodzeń dotyczących defraudacji (2007) oraz bezpieczeństwa publicznego (2009). W latach 2005–2011 był funkcjonariuszem ministerstwa spraw wewnętrznych, później był dyrektorem w spółce prawa handlowego. W latach 2013–2016 kierował gabinetem jednego z sekretarzy stanu. W latach 2017–2020 pełnił funkcję dyrektora generalnego Agencji Finansowania Inwestycji Wiejskich (AFIR).
W 2020 przeszedł do pracy w administracji lokalnej miasta Caracal, gdzie m.in. przez krótki czas zajmował stanowisko wiceburmistrza. W tym samym roku z ramienia Partii Socjaldemokratycznej uzyskał mandat posła do Izby Deputowanych. W listopadzie 2021 objął stanowisko ministra rolnictwa i rozwoju wsi w utworzonym wówczas rządzie, na czele którego stanął Nicolae Ciucă. Zrezygnował z tej funkcji w czerwcu 2022, gdy został objęty postępowaniem karnym dotyczącym zarzutu nadużycia władzy.